# 金木犀e.p.
『金木犀e.p.』（きんもくせい イー・ピー）は、キンモクセイの15作目、そして活動休止前に発表した最後のシングル。
2007年10月24日発売。発売元はBMGファンハウス。

## 解説
- 「金木犀の花」と「えんぴつの恋」は真心ブラザーズの桜井秀俊との共同作。
- 「金木犀の花」のPVにはブラックマヨネーズの吉田敬がメインキャストとして出演している。
- 「ふるさと」はsaku sakuとのコラボで中村優がボーカルとして参加。
- 初回盤限定「SpecialDVD」「全国ツアー特別先行予約」。

## トラック
1. 金木犀の花 (5:37)
作詞・作曲:伊藤俊吾、編曲:キンモクセイ・村山達哉・桜井秀俊
2. ふるさと (4:42)
作詞・作曲: 伊藤俊吾、編曲:キンモクセイ
  - テレビ神奈川『saku saku』 2007年11月度エンディングテーマ
3. えんぴつの恋 (4:23)
作詞・作曲:伊藤俊吾、編曲:キンモクセイ・桜井秀俊
4. Young Sunday (4:29)
作詞・作曲:伊藤俊吾、編曲:キンモクセイ
  - 東新住建のCMソング
5. 金木犀の花 [オリジナル・カラオケ]
6. ふるさと [オリジナル・カラオケ]
7. えんぴつの恋 [オリジナル・カラオケ]
8. Young Sunday [オリジナル・カラオケ]

## 収録アルバム
- ベスト・コンディション 〜kinmokusei single collection〜 (#1)